# نسيم الربيع في نهر الحب
نسيم الربيع في نهر الحب (بالصينية: 春風愛河邊) أو نسيم في نهر الحب (بالإنجليزية: Breeze in the Love River)‏, هو مسلسل درامي لنظام تلفزيون الصيني (بالصينية: 華視) من إنتاج شركة يوتانغ الثقافية والإبداعية (بالصينية: 雨棠文創) لعام 2017، بطولة لي تشينغيينغ (بالصينية: 李政穎) ولين وينيي (بالصينية: 林玟誼) ووانغ كاي (بالصينية: 王凱) وهوانغ يورونغ (بالصينية: 黃玉榮) ووانغ يوجيه (بالصينية: 王宇婕) ووو لينغشان (بالصينية: 吳鈴山)، بدأ التصوير في 22 يونيو 2017، ثم في 21 أغسطس 2017. تم التصوير والبث في وقت واحد، وتم بثه لأول مرة في 24 أکتوبر 2017 وانتهى في 15 يناير 2018، بإجمالي 60 حلقة.

## الخطوط العريضة للقصة
تدور أحداث قصة "نسيم الربيع في نهر الحب" على نهر الحب في كاوشيونغ. تصور الشخصيات الحياة الحقيقية لبناء السفن المحلية في كاوشيونغ، والشحن، ومبيعات الملابس، وما إلى ذلك، وتتضمن عناصر مثل الثقافة البحرية في تايوان، والمهاجرين الجدد، والأغاني الكلاسيكية في تايوان. إنه مندمج جدًا في العادات المحلية ويظهر اللمسة الإنسانية القوية لجنوب تايوان.

## حدث الاستقالة
- وبسبب الضغط العالي للعب دور العشيقة وحادثة ابتلاع الحبوب المنومة عن طريق الخطأ، نشرت شينغهوي على فيسبوك إعلانًا عن السماح لها بالاستقالة واعتذرت أيضًا لمعجبيها.[1]
- كان وانغ كاي في الأصل أحد الأبطال الذكور، وقد تحول من مدير عام مجموعة مهذب للغاية إلى حثالة، وقام بمضايقة صديقته السابقة واختطافها، وأرسل أشخاصًا لإحضار قنابل البالونات لإثارة ضجة كبيرة في حفل الزفاف، وتم اختطافه أخيرًا محاصرًا من قبل مجموعة. ركع ليطلب الرحمة وصعد فوق الجميع ليهرب. رأى وانغ كاي أن دوره قد انحرف وتعرض لضغوط كبيرة، فاستقال من الطاقم.[1]